# Wegel Tena
Wegel Tena (parfois écrit Wegeltena) est une ville du nord de l'Éthiopie située dans la zone Debub Wollo de la région Amhara.
Ancienne capitale de l'awraja Wadla Delanta dans la province du Wello et actuel chef-lieu du woreda Delanta (en), elle a 7 850 habitants en 2007.
Un gisement d'opale est exploité à proximité de la ville. 

## Situation
Wegel Tena se trouve à environ 2 900 m d'altitude, à l'extrémité nord de la zone Debub Wollo et à une centaine de kilomètres au nord-ouest de Dessie sur la route en direction de Geshena et de Lalibela.

## Gisement d'opale

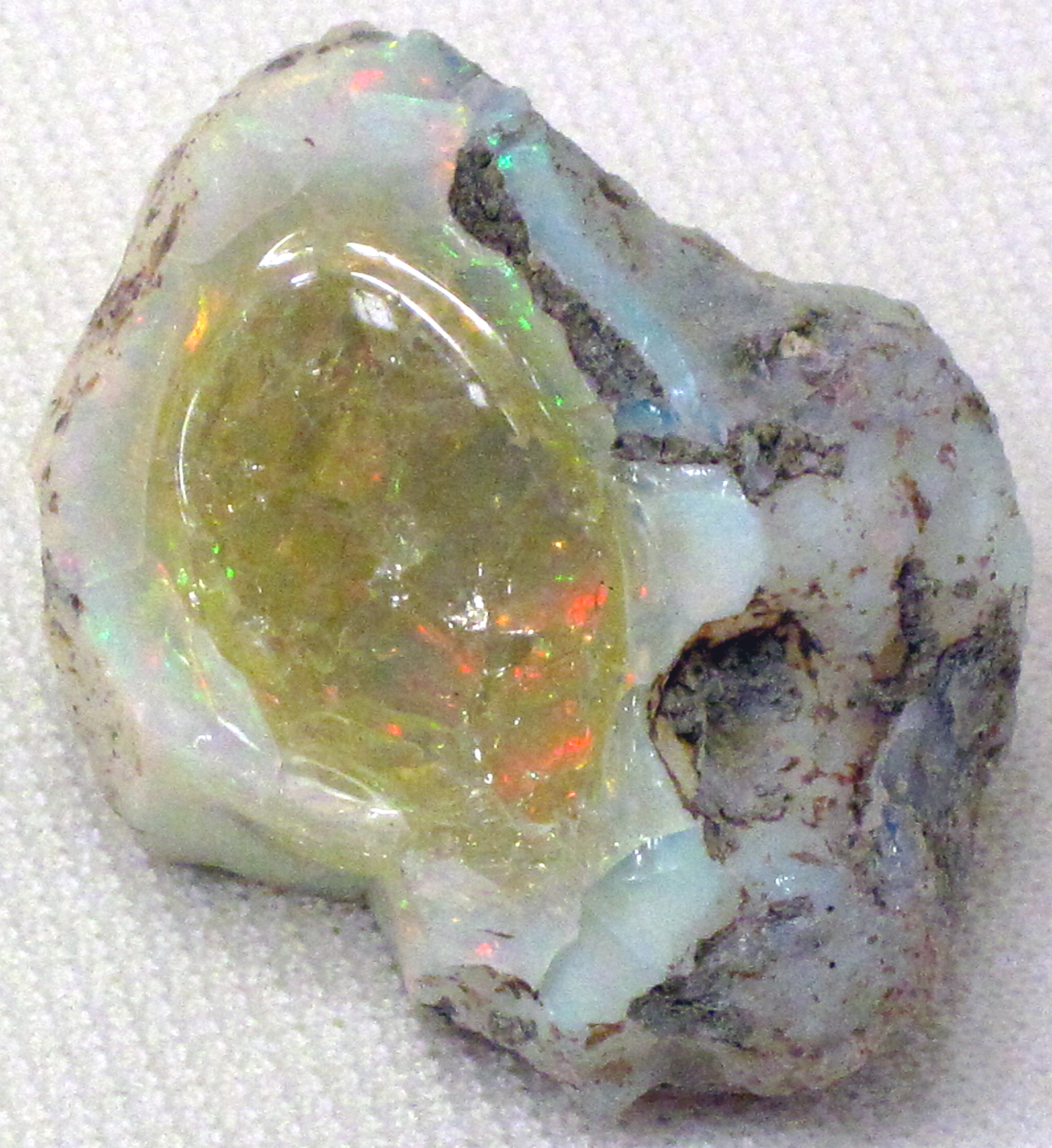
Opale du Delanta.

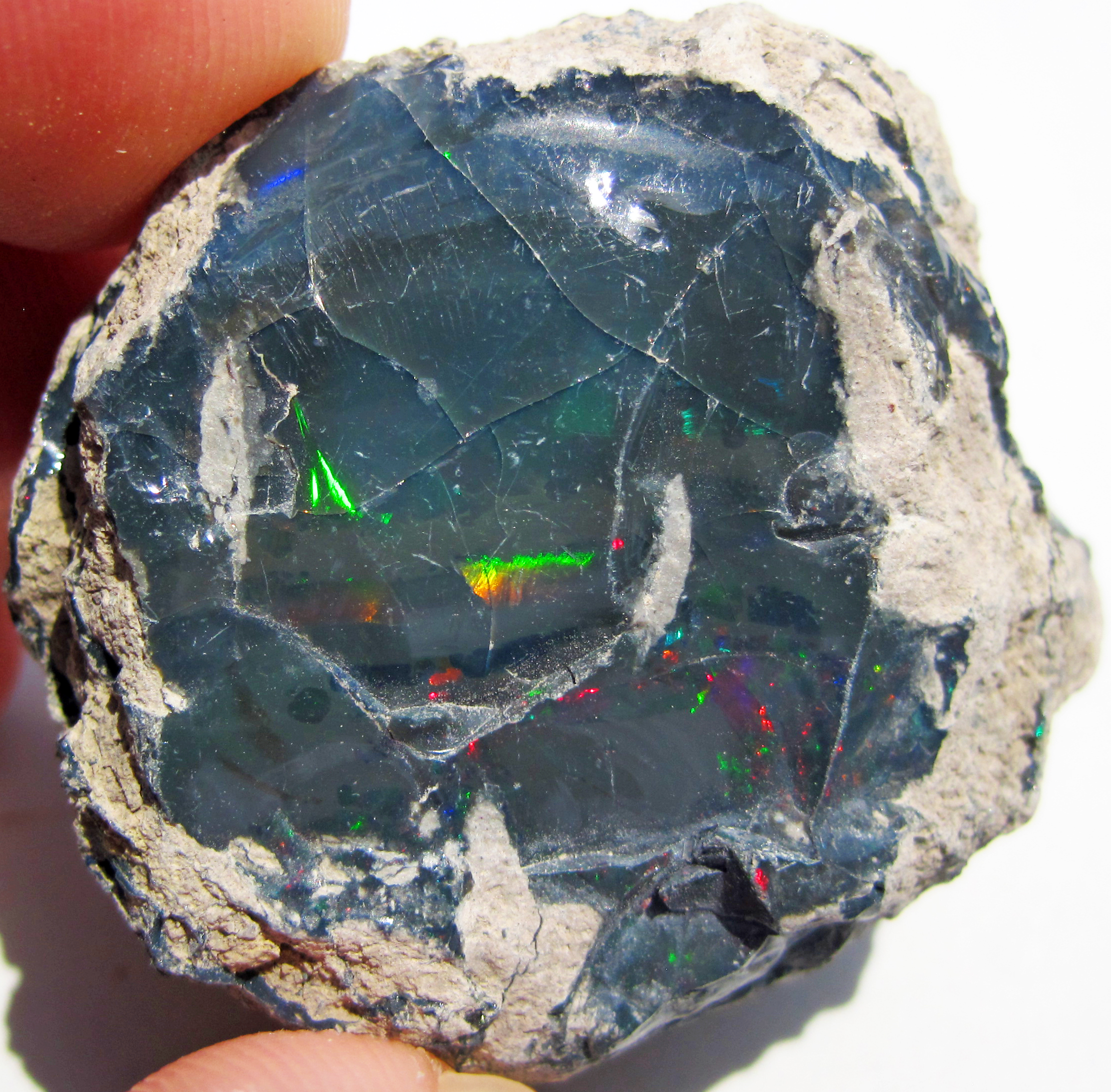
Opale noire du Wollo.

Un important gisement d'opale découvert en 2008 près de Wegel Tena produit une opale de couleur opaque à translucide, principalement blanche mais parfois très colorée. C'est une pierre solide d'origine volcanique de meilleure qualité que les opales éthiopiennes connues auparavant.
Le gisement se trouve dans une strate volcanique de l'Oligocène récent âgée de 23 à 33 millions d'années. L'opale de Wegel Tena, de par sa qualité et sa couleur blanche prédominante, se démarque en particulier du gisement d'opale brune de Mezezo distant d'environ 200 km vers le sud et d'un gisement d'opale noire situé à une trentaine de kilomètres au nord de Wegel Tena.

## Histoire

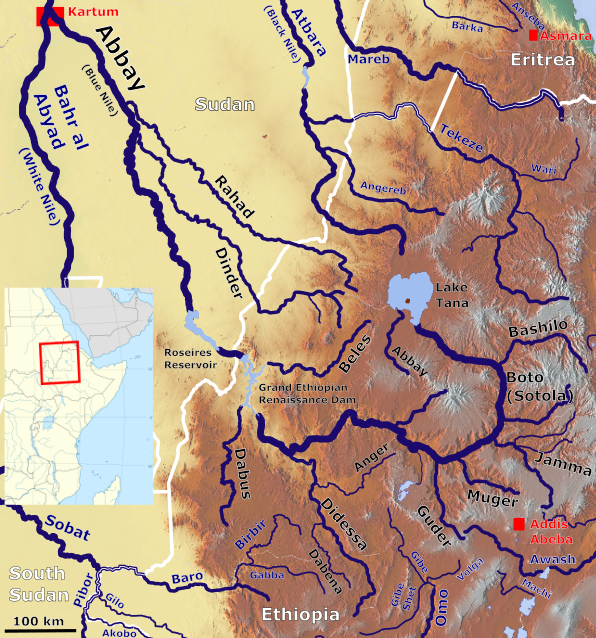
La rivière Bashilo à l'est du bassin versant du Nil Bleu.

Wegel Tena était avant 1995 la capitale administrative de l'awraja Wadla Delanta dans la province du Wello.
Elle est par la suite le chef-lieu du woreda Dawuntna Delant dans la zone Semien Wollo de la région Amhara. Ce woreda s'étend au sud de la zone Semien Wollo, jusqu'à la rivière Checheho — un affluent de la rivière Bashilo — qui le sépare de la zone Debub Wollo.
Avec une population de 7 850 habitants, Wegel Tena est en 2007 la seule agglomération urbaine du woreda Delanta (en) issu de la scission de Dawuntna Delant. Le woreda Delanta est encore rattaché à la zone Semien Wollo à cette date et compte 127 771 habitants au total. Wegel Tena et le woreda Delanta ne se rattacheront à la zone Debub Wollo que vers 2010[réf. souhaitée].
La population urbaine du woreda Delanta — estimée en 2020, par projection des taux de 2007, à 8 724 personnes — donne une estimation de la population actuelle de Wegel Tena.